# A flower given to my daughter
A flower given to my daughter is een lied gecomponeerd door Albert Roussel. Het is zijn bijdrage aan The Joyce Book, een liederenbundel met bijdragen van diverse componisten. De toonzetting van Roussel is van het gelijknamige gedicht van James Joyce uit zijn Pomes Penyeach nr. 3 uit 1913. 
Soms wordt bij het lied opus 44 vermeld, maar dat berust op een misvatting. Het lied gaat zonder opusnummer door het leven. Opus 44 is voor wat Roussel betreft de aanduiding van zijn Deux idylles.